# Буцовское
Буцовское (укр. Буцівське) — село в Великоалександровской поселковой общине Бериславского района Херсонской области Украины.
Почтовый индекс — 74111. Телефонный код — 5532. Код КОАТУУ — 6520984002.

## Население
Население по переписи 2001 года составляло 89 человек.

### Языковой состав
Родной язык населения по данным переписи 2001 года:
| Язык       | Численность, чел. | Доля     |
| ---------- | ----------------- | -------- |
| Украинский | 82                | 92,14 %  |
| Русский    | 6                 | 6,74 %   |
| Молдавский | 1                 | 1,12 %   |
| Итого      | 89                | 100,00 % |

## Местный совет
74111, Херсонская обл., Великоалександровский р-н, с. Новопавловка, ул. Мира, 57